# یارتی‌قایه
یارتی‌قایه ، روستایی است از توابع بخش مرکزی شهرستان گنبد کاووس در استان گلستان ایران.

## جمعیت
این روستا در دهستان باغلی ماراما قرار داشته و براساس سرشماری سال ۱۳۸۵جمعیت آن ۷۸۹نفر (۱۷۳خانوار) بوده‌است.